# Peloribates loksai
Peloribates loksai är en kvalsterart som först beskrevs av Balogh 1970.  Peloribates loksai ingår i släktet Peloribates och familjen Haplozetidae. Inga underarter finns listade i Catalogue of Life.